# Maria Comnena (principessa 1152)
Maria Comnena, in greco Μαρία Κομνηνή?, Maria Komninì (Costantinopoli, marzo 1152 – Costantinopoli, luglio 1182), figlia primogenita dell'Imperatore Manuele I Comneno e della sua prima moglie, Berta di Sulzbach. Era sorellastra di Alessio II Comneno.

## Biografia
Nel 1163 divenne promessa sposa al futuro Bela III d'Ungheria. Manuele I Comneno, padre di Maria, non pensava più di poter generare un figlio maschio e quindi, offrendo la mano di sua figlia a Bela, lo designò di fatto futuro imperatore bizantino. In questo modo il Regno d'Ungheria si sarebbe unito all'Impero bizantino. Manuele nominò Bela, despota, e, alla corte bizantina, Bela venne chiamato Alessio. Questo fidanzamento però fu annullato nel 1169, perché nel frattempo l'Imperatore Manuele aveva avuto un figlio maschio che chiamò Alessio in onore di suo fratello Alessio, morto nel 1143 di un morbo al tempo sconosciuto. Allora Maria venne fidanzata dal padre con Re Guglielmo II di Sicilia, ma anche questo fidanzamento fu interrotto. Infine, nel 1179, Maria venne promessa al futuro marito Ranieri del Monferrato che, cambiato il suo nome in Giovanni, fu nominato da Manuele, Cesare.
Dopo la morte del padre nel 1180, Maria e Ranieri tentarono più volte di strappare la reggenza al trono, combattendo contro la matrigna di Maria, l'Imperatrice Maria d'Antiochia, alla guida del trono di Costantinopoli insieme a suo figlio, l'Imperatore Alessio II Comneno, all'epoca poco più di un adolescente di undici anni. Quasi contemporaneamente, fra i cittadini di Costantinopoli scoppiò un tumulto contro l'Imperatrice madre, fomentato da Maria e Ranieri, tumulto che non riuscì nel loro intento di strappare la reggenza al trono.
In Grecia, nel frattempo, il cugino paterno di Manuele, Andronico I Comneno ormai sessantenne, raccolse molti consensi tra gli abitanti dell'Impero perché diventasse reggente al posto di Maria, a quel tempo odiata, in quanto di origini latine. In breve Andronico giunse nella capitale dell'Impero bizantino, Costantinopoli, e tolse la reggenza a Maria, divenendo il nuovo reggente di Alessio (1182).
Maria Comnena e Ranieri morirono nel luglio del 1182, poco dopo l'arrivo di Andronico. Quest'ultimo temeva che i due si ribellassero, come avevano fatto con l'Imperatrice madre, ora in prigione, e quindi li fece uccidere, con molta probabilità vennero avvelenati. Dopo la loro morte Andronico fece assassinare l'Imperatrice madre, e, un anno dopo, fece uccidere anche l'Imperatore Alessio.

## Ascendenza
|                                   |                         |                             | Genitori           |  |  | Nonni |  |  | Bisnonni          |  |  | Trisnonni        |  |
|                                   |                         |                             |                    |  |  |       |  |  | Alessio I Comneno |  |  | Giovanni Comneno |  |
|                                   |                         |                             |                    |  |  |       |  |  | Alessio I Comneno |  |  | Giovanni Comneno |  |
|                                   |                         | Anna Dalassena              |                    |  |  |       |  |  | Alessio I Comneno |  |  |                  |  |
| Giovanni II Comneno               |                         |                             |                    |  |  |       |  |  | Alessio I Comneno |  |  |                  |  |
|                                   |                         | Irene Ducaena               | Andronico Ducas    |  |  |       |  |  |                   |  |  |                  |  |
|                                   |                         | Irene Ducaena               | Andronico Ducas    |  |  |       |  |  |                   |  |  |                  |  |
|                                   |                         | Irene Ducaena               | Maria di Bulgaria  |  |  |       |  |  |                   |  |  |                  |  |
| Manuele I Comneno                 |                         | Irene Ducaena               |                    |  |  |       |  |  |                   |  |  |                  |  |
|                                   |                         | Ladislao I d'Ungheria       | Béla I d'Ungheria  |  |  |       |  |  |                   |  |  |                  |  |
|                                   |                         | Ladislao I d'Ungheria       | Béla I d'Ungheria  |  |  |       |  |  |                   |  |  |                  |  |
|                                   |                         | Ladislao I d'Ungheria       | Richeza di Polonia |  |  |       |  |  |                   |  |  |                  |  |
| Piroska d'Ungheria                |                         | Ladislao I d'Ungheria       |                    |  |  |       |  |  |                   |  |  |                  |  |
|                                   |                         | Adelaide di Rheinfelden     | Rodolfo di Svevia  |  |  |       |  |  |                   |  |  |                  |  |
|                                   |                         | Adelaide di Rheinfelden     | Rodolfo di Svevia  |  |  |       |  |  |                   |  |  |                  |  |
|                                   |                         | Adelaide di Rheinfelden     | Adelaide di Savoia |  |  |       |  |  |                   |  |  |                  |  |
| Maria Comnena                     |                         | Adelaide di Rheinfelden     |                    |  |  |       |  |  |                   |  |  |                  |  |
|                                   | Gebeardo II di Sulzbach | Gebeardo I di Sulzbach      |                    |  |  |       |  |  |                   |  |  |                  |  |
|                                   | Gebeardo II di Sulzbach | Gebeardo I di Sulzbach      |                    |  |  |       |  |  |                   |  |  |                  |  |
|                                   | Gebeardo II di Sulzbach | …                           |                    |  |  |       |  |  |                   |  |  |                  |  |
| Berengario II di Sulzbach         | Gebeardo II di Sulzbach |                             |                    |  |  |       |  |  |                   |  |  |                  |  |
|                                   |                         | Irmgarda di Rott            | Cuno I di Rott     |  |  |       |  |  |                   |  |  |                  |  |
|                                   |                         | Irmgarda di Rott            | Cuno I di Rott     |  |  |       |  |  |                   |  |  |                  |  |
|                                   |                         | Irmgarda di Rott            | Uta                |  |  |       |  |  |                   |  |  |                  |  |
| Berta di Sulzbach                 |                         | Irmgarda di Rott            |                    |  |  |       |  |  |                   |  |  |                  |  |
|                                   |                         | Ottone II di Wolfratshausen | …                  |  |  |       |  |  |                   |  |  |                  |  |
|                                   |                         | Ottone II di Wolfratshausen | …                  |  |  |       |  |  |                   |  |  |                  |  |
|                                   |                         | Ottone II di Wolfratshausen | …                  |  |  |       |  |  |                   |  |  |                  |  |
| Adelaide di Dießen-Wolfratshausen |                         | Ottone II di Wolfratshausen |                    |  |  |       |  |  |                   |  |  |                  |  |
|                                   |                         | Justizia                    | …                  |  |  |       |  |  |                   |  |  |                  |  |
|                                   |                         | Justizia                    | …                  |  |  |       |  |  |                   |  |  |                  |  |
|                                   |                         | Justizia                    | …                  |  |  |       |  |  |                   |  |  |                  |  |
|                                   |                         | Justizia                    |                    |  |  |       |  |  |                   |  |  |                  |  |